# Yuki Honda
Yuki Honda (本多 勇喜 Honda Yūki?, Aichi, 2 de enero de 1991) es un futbolista japonés que juega como defensa en el Vissel Kobe de la J1 League.

## Trayectoria

### Clubes
| Club              | País  | Año       |
| ----------------- | ----- | --------- |
| Nagoya Grampus    | Japón | 2013-2015 |
| Kyoto Sanga F. C. | Japón | 2016-2022 |
| Vissel Kobe       | Japón | 2023-     |

## Palmarés

### Títulos nacionales
| Título             | Club        | País  | Año  |
| ------------------ | ----------- | ----- | ---- |
| J1 League          | Vissel Kobe | Japón | 2023 |
| Copa del Emperador | Vissel Kobe | Japón | 2024 |
| J1 League          | Vissel Kobe | Japón | 2024 |